# تونيزيا مول
تونيزيا مول (بالإنجليزية: Tunisia Mall)‏ هو أكبر مركز تسوق (Mall) في تونس ويقع في ضفاف البحيرة في تونس العاصمة وافتتح في 11 ديسمبر 2015. 

يتكون هذا المركز من 80 محل تجاري موزعين على 4 طوابق، وتبلغ مساحته الاجمالية 000 37 متر مربع. بلغت التكلفة الإجمالية للمركز 90 مليون دينار تونسي (أي 44.5 مليون دولار أمريكي).

## المحلات التجارية
يتكون هذا المركز التجاري من 80 محل تجاري ومنهم:
| - زارا - بول آند بر - جينيفر - نايكي - لاكوست - ماسيمو دوتي - إيتام | - ماكس عزرية (BCBG MAX AZRIA) - يو أس بولو أسن. - أويشو - كارفور ماركت - بيتزا هت - فات برغر |

## مقالات ذات صلة
- مركز تسوق

## روابط خارجية
- الموقع الرسمي لتونيزيا مول.
- الصفحة الرسمية لتونيزيا مول على الفيسبوك.